# Ковтун Віктор Іванович
Віктор Іванович Ковтун (1958, с. Мезин Коропського району Чернігівської області) — український художник. Заслужений художник України, лауреат Національної премії України імені Тараса Шевченка за 2010 рік, премії ім. І.Ю. Рєпіна (2016), член Спілки художників України.

## Життєпис
Народився 1 червня 1958 року у старовинному селі Мезин (нині — Коропський район, Чернігівська область, Україна).
У 1973—1977 роках навчався у ХДХУ у відомого українського живописця та графіка В. І. Лапіна.
У 1984 році закінчив відділення монументально-декоративного розпису ХХПІ, де навчався у заслужених митців України — професорів Є. П. Єгорова та Л. І. Чернова, народних художників України — професорів О. М. Константинопольського та О. О. Хмельницького.
Викладав у ХХПІ: помічник кафедри малюнка (1985), старший викладач (1989), доцент (1993), професор кафедри малюнка (1997). З 2000 року — професор, керівник майстерні сюжетно-тематичного живопису Харківської державної академії дизайну та мистецтв.
Член Спілки художників України з 1988 року. Заступник голови правління Харківської організації НСХУ (1990), голова правління Харківської організації НСХУ (1997), переобраний у 2024 році. У 1998–2002 рр. — член виконавчого комітету Харківської міської ради, з 2002 р. — секретар у регіонах НСХУ.
Указом Президента України у 1995 році присвоєно почесне звання «Заслужений художник України». У 1999 році — присвоєне вчене звання професора. З 1998 року — дійсний член Міжнародної академії інформації при ООН.
У 2002 році присвоєно звання «Народний художник України». Нагороджений почесною відзнакою Харківського міського голови «За старанність» (2003). Лауреат рейтингів: «Харків’янин століття» (2001), «Харків’янин року» (2002). Дипломант видань «Харків — 350», «500 визначних особистостей», «Україна — 2004. Шляхи розвитку».
Почесний громадянин міст Чугуєва (2005), Шостки (2016), селища міського типу Короп (2013), Харківської області (2010), міста-героя Харків (2020).
Член експертних рад з присвоєння звання почесного громадянина міста Харкова та Харківської області. Член наглядових рад університетів: ХНУ ім. В. Н. Каразіна (заступник голови ради), ХНЕУ ім. Семена Кузнеця, НТУ «ХПІ».
Лауреат Національної премії України імені Тараса Шевченка за серію живописних робіт «Мій край — Слобожанщина» (2010). Член Комітету з Національної премії України імені Тараса Шевченка (2010–2016). Лауреат премії імені І. Ю. Рєпіна (2016), імені Богдана Хмельницького (2022), імені О. С. Масельського (1999, 2020). Академік Української технологічної академії (2000), Міжнародної академії в Каліфорнії (США, 2001).
Почесний доктор ХНУ ім. В. Н. Каразіна (2017), ХНУ міського господарства ім. О. М. Бекетова (2020), почесний професор НТУ «ХПІ», почесний ректор Харбінського художнього інституту імені Іллі Рєпіна (2017), президент Міжнародного благодійного фонду імені І. Є. Рєпіна. З 4 липня 2024 року — почесний академік Національної академії мистецтв України.
Нагороди:
- Почесна грамота голови Харківської облдержадміністрації (2008)
- Подяка Харківського міського голови (2008)
- Срібна медаль Академії мистецтв України (2008)
- Почесна грамота Верховної Ради України за особливі заслуги перед Українським народом (2010)
- Почесні грамоти НАН України (2023), Української технологічної академії (2023)
- Золота медаль Академії мистецтв України (2021)
- Орден «За розбудову України» (2023)
- Медаль імені Г. С. Сковороди (2024)
- Почесна грамота Лозівської міської ради, Харківська область (2024)
- Грамота Президії Національної академії медичних наук України (08.11.2024)
- Подяка Спілки ректорів Харківської області (2024)
- Відзнака командира угруповання сил і засобів Медичних сил «Харків»
- Подяка іменем Українського народу від командування ОК «Північ» Сухопутних військ ЗСУ (2024)

Твори художника зберігаються у музеях, галереях та приватних колекціях по всьому світу.

## Творчість
Є автором:
- циклу живописних робіт «Мій край — Слобожанщина»
- картини «Родина Кірпи»[1].

Представницьке зібрання творів Віктора Ковтуна перебуває у колекції Олега Торгало, і експонується у головній галереї «Раритет-Арт» (Київ). Про картини художника з цієї колекції існує періодична література — статті у журналах «Українська культура» і «Muza-ua».
Брав участь у художніх виставках з 1979 року, зокрема:
- «Міські та сільські види Харківщини» (2021, Харків, Генеральне консульство Російської Федерації в Харкові).

## Відзнаки і звання
- Заслужений художник України (1995).
- Дійсний член міжнародної Академії інформації при ООН (1998).
- Народний художник України (2002)
- Почесний громадянин міста Чугуєва (2005)
- Академік Брестської національної академії будівництва, архітектури та мистецтв (2007).
- лауреат Національної премії України імені Тараса Шевченка за 2010 рік — за цикл живописних робіт «Мій край — Слобожанщина»
- Нагороджений золотою медаллю фонду «Наукове партнерство» та фонду «Культурне надбання»
- Почесний громадянин Харківської області (2010)[5]
- звання «Почесний громодянин селища Короп» (10.06.2013)[6]
- Почесний громадянин міста Шостка (2016)
- Лауреат премії імені І. Ю. Рєпіна (2016)
- Почесний громадянин міста Харківа (2020)
- Лауреат премії імені імені Богдана Хмельницького (2022)